# Haute-Vienne
Haute-Vienne (okcitansko Nauta Vinhana, oznaka 87) je francoski departma, imenovan po reki Vienne, ki teče skozenj. Nahaja se v regiji Limousin.

## Zgodovina
Departma je bil ustanovljen v času francoske revolucije 4. marca 1790 iz dela nekdanje province Limousin.

## Geografija
Haute-Vienne (Zgornja Vienne) leži v severozahodnem delu regije Limousin. Na vzhodu meji na departma Creuse, na jugovzhodu na Corrèze, na jugozahodu na departma regije Akvitanije Dordogne, na severozahodu na departmaja Charente in Vienne (regija Poitou-Charentes), na severu pa na departma Indre (Center).